# Гюней, Исмет
Исмет Вехит Гюней (тур. İsmet Vehit Güney; 15 июля 1923 — 23 июня 2009) — кипрский художник, карикатурист, педагог и живописец. Наиболее известен как создатель современного флага Республики Кипр, герба страны и дизайна оригинальной кипрской лиры 1960 года. Дизайн Гюнея был уникальным, поскольку Республика Кипр стала первой страной в мире, которая разместила карту на своём флаге. В 2008 году Республика Косово стала второй страной, принявшей национальный флаг с изображением карты.

## Биография
Гюней родился в 1923 году в Лимасоле, Кипр. Он начал рисовать, когда учился в старшей школе. После окончания педагогического училища начал работать учителем искусств в 1948 году.
С 1948 по 1977 год он работал в Лефкоша Эркек Лизеси, где преподавал искусство и историю. В 1956 году он познакомился с художником Ибрагимом Чаллы и работал с ним до 1960 года.
В 1947 году Гюней стал первым кипрско-турецким художником, открывшим персональную художественную выставку. У Гюнея было много персональных выставок, он также участвовал в групповых выставках как на Кипре, так и за рубежом. В 1967 году он получил стипендию на учёбу в колледже Стрэнмиллса при Университете Квинс в Белфасте. В 1986 году состоялась масштабная ретроспективная выставка художника в Никосии. Ближе к концу жизни он работал над графикой и цветоделением.
Исмет Гюней умер от рака 23 июня 2009 года в возрасте 85 лет.

## Создание флага Кипра
До того, как был утверждён флаг Кипра, на острове использовались флаги Турции и Греции. Нынешний флаг был утверждён по результатам конкурса дизайнеров в 1960 году. Согласно конституции, среди цветов флага не должно быть ни красного, ни синего цветов (цвета флагов Турции и Греции соответственно), а также изображений креста или полумесяца. Все участники сознательно избегали использования этих четырёх элементов, пытаясь сделать флаг «нейтральным». Таким образом, Гюней и другие дизайнеры избегали греческого синего и турецкого красного.
Итоговый дизайн был основан на предложении Исмета Гюнея. В 1960 году победителя определил Макариос III, президент Республики Кипр, с согласия Фазыла Кючюка, тогдашнего вице-президента.
Белый флаг был выбран для молодого государства в знак мира между двумя проживающими там общинами (греками-киприотами и турками-киприотами). Карта острова золотисто-жёлтого цвета символизирует медь — металла, от которого остров получил своё название. Скорее всего, поскольку в геральдике не используется медный цвет, карта имеет золотой оттенок. Две зелёные оливковые ветви символизируют мир между двумя общинами острова.
В настоящее время, после раздела острова в 1974 году, только контролируемая правительством южная часть Кипра использует флаг Гюнея.
В 2006 году Гюней потребовал от правительства Республики Кипр оплаты за дизайн флага в дополнение к компенсации за использование его авторских прав. Сообщается, что Макариос обещал Гюнею 20 фунтов стерлингов в год за разработку национального флага, но, как сообщают кипрско-турецкие СМИ, ему так и не заплатили за его работу. Гюней нанял кипрско-греческую юридическую фирму для представления своих интересов и заявил, что при необходимости передаст дело в Европейский суд по правам человека.